# Gyanendra Bir Bikram Shah Dev
Gyanendra Bir Bikram Shah Dev (em nepali: ज्ञानेन्द्र वीर विक्रम शाहदेव; Catmandu, 7 de julho de 1947) foi o último rei do Nepal, de 2001 até 2008. Ele assumiu o trono após o massacre da Família Real do Nepal e foi chefe-de-estado até uma Assembleia Constituinte abolir a monarquia.

## Reinado
Gyanendra foi declarado rei em 4 de junho de 2001, após o falecimento de seu irmão, o rei Birendra, e de seu sobrinho, o príncipe herdeiro Dipendra. Ele foi chefe de estado do Nepal até o dia 28 de maio de 2008, quando a monarquia foi abolida.
O reinado de Gyanendra foi marcado por crises constitucionais. Seu predecessor, o rei Birendra, havia estabelecido uma monarquia constitucional, delegando poderes a um governo representativo. A insurgência maoísta, no contexto da Guerra Civil Nepalesa, durante o reinado de Gyanendra, interferia nas eleições. Após vários pleitos adiados, o rei Gyanendra suspendeu a constituição e assumiu o poder com autoridade direta, em fevereiro de 2005, afirmando ser uma medida temporária para reprimir a revolta maoísta. Em 2006, grandes protestos populares o forçaram restabelecer o parlamento. Em 2008, seu governo caiu quando a Assembleia Constituinte do Nepal declarou o país uma república, efetivamente abolindo a monarquia.
Gyanendra foi o décimo primeiro rei da dinastia Shah Deva.

## Vida pessoal
Gyanendra é o segundo filho do sexo masculino do rei Mahendra Bir Bikram Shah e de sua primeira esposa, Indra Rajya Lakshmi Devi. Seus irmãos são o falecido rei Birendra, Dhirendra, Shanti, Sharada e Shobha. Indra morreu em 1950, quando os filhos ainda eram pequenos, e seu pai se casou em 1952 com uma irmã mais nova de Indra, Ratna Rajya Lakshmi Devi, com a qual não teve filhos.
O príncipe estudou no St. Joseph’s College de Darjiling, Índia, e se formou em 1969 naTribhuvan University de Catmandu.

Em 1970 ele se casou com Komal Rajya Laxmi Devi Shah, com a qual teve um filho, Paras Bir Bikram Shah Dev (n. 1971), e uma filha, Prerana Rajya Lakshmi Devi Singh (n.1978). 